# Große Kiesau

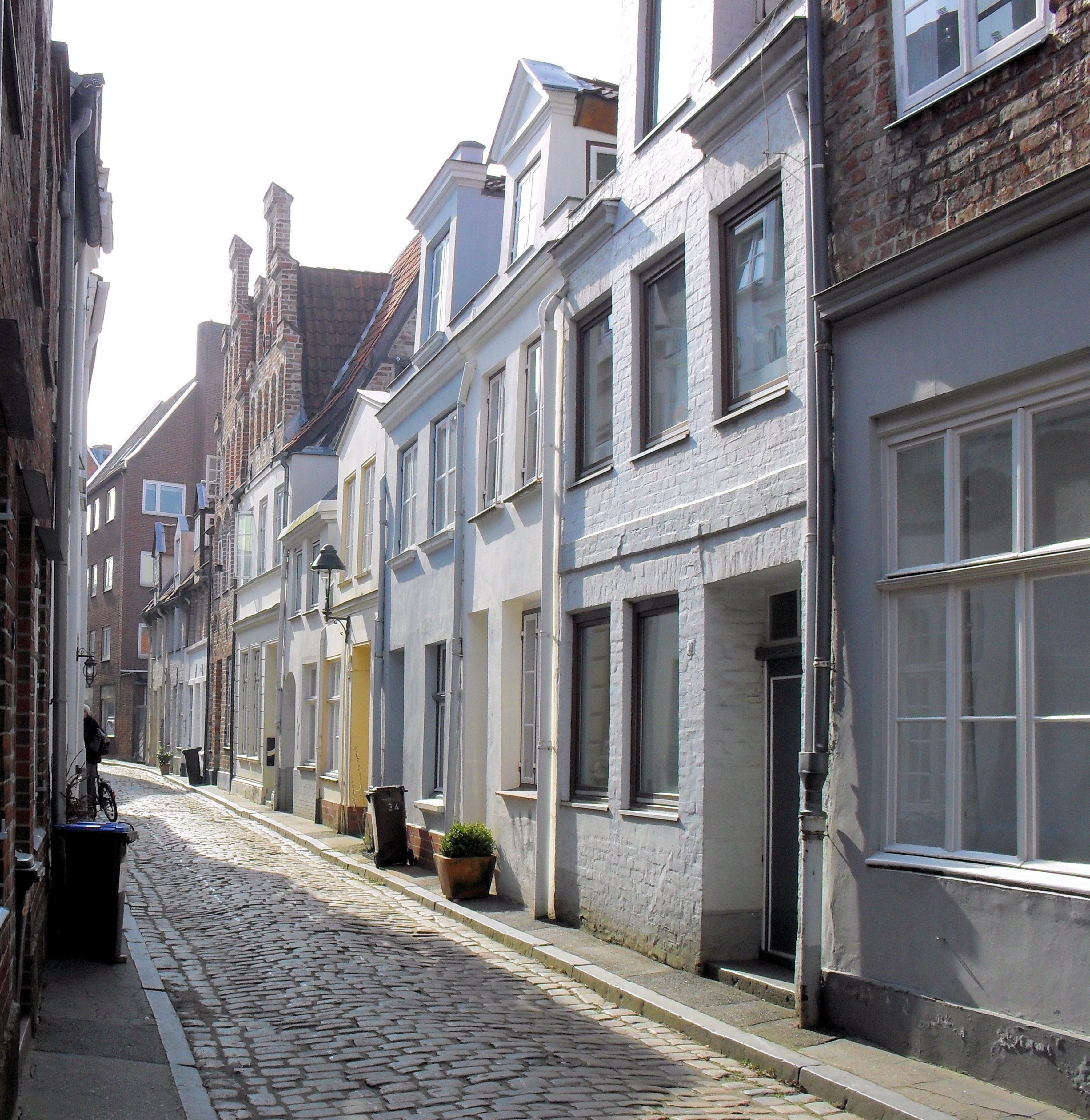
Die Große Kiesau, Blick in Richtung Fischergrube

Die Lage der Großen Kiesau, rot markiert

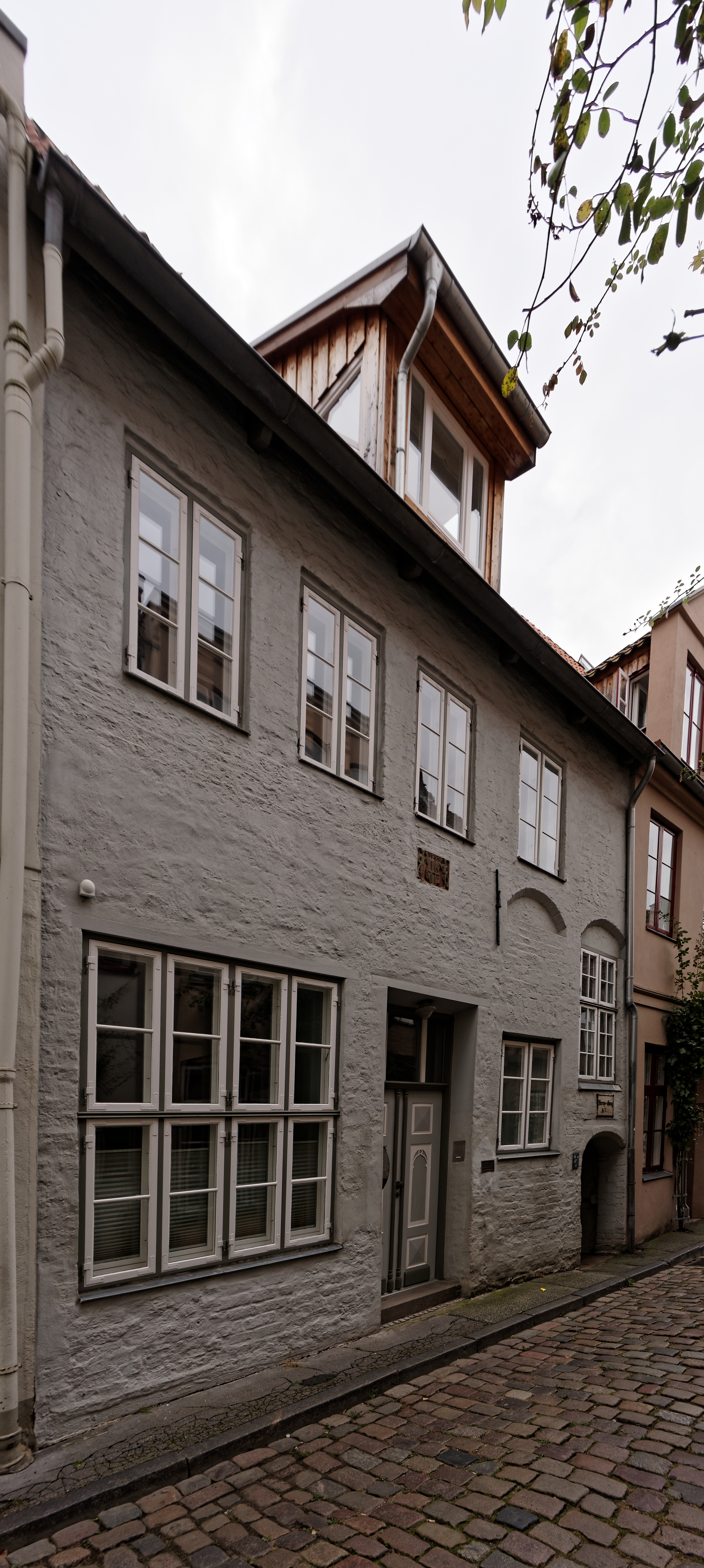
Große Kiesau 3

Die Große Kiesau ist eine Straße der Lübecker Altstadt.

## Lage
Die etwa 160 Meter lange Große Kiesau befindet sich im Nordwesten der Altstadtinsel, im Marien-Magdalenen Quartier. Sie beginnt an der Engelsgrube und verläuft in südwestlicher Richtung, bis sie gegenüber vom Ellerbrook auf die Fischergrube trifft und endet.

## Geschichte
Die Große Kiesau wird erstmals 1317 urkundlich als Kysow erwähnt. Der Name bedeutet wörtlich kiesige Au und bezog sich auf einen nicht mehr existierenden Bach mit Kiesbett, der bei der nahen Alsheide verlief. 1347 ist die Bezeichnung Kysowdwerstrate (Kiesauquerstraße) verzeichnet, 1447 der lateinische Name Antiqua Kysow (Alte Kiesau) in Unterscheidung zur seinerzeit gleichnamigen Kleinen Kiesau im Süden der Stadt. Die niederdeutsche Version Oude Kiesouwe ist 1463 belegt, und 1608 Kysouw. 1852 wurde Kiesau als Straßenname festgelegt, 1884 aber zum heute verwendeten Namen erweitert.

## Bauwerke
Vom Luftangriff auf Lübeck am 29. März 1942 war die Große Kiesau nicht betroffen und weist daher bis heute eine weitgehend geschlossene historische Bebauung auf, die vom 16. bis ins 19. Jahrhundert reicht.
Unter Denkmalschutz stehen die Häuser 1, 3, 5 (die Gebäude des Kreuz-Gangs), 8–12, 14–15, 18, 28, 40, 42, 44, 46 und 48.

## Gänge und Höfe
Von der Großen Kiesau gehen folgende Lübecker Gänge und Höfe ab (nach Hausnummern):
- 5: Kreuz Gang
- 8: Weimanns Hof
- 16: Grubes Hof
- 20: Lülcks Gang